# LUV Graz Damen
Der LUV Graz Damen ist ein österreichischer Frauenfußball-Verein aus der steirischen Landeshauptstadt Graz und wurde 1998 als eigener Verein gegründet. Vorher gab es bereits eine Frauenfußball-Abteilung beim Stammverein LUV Graz. Die Abkürzung LUV steht für Lehrlingsunterstützungsverein.

## Geschichte
1978 spielte der Verein erstmals in der vom Wiener Fußballverband ausgerichteten Damenliga Ost, der damals höchsten Spielklasse in Österreich. Ein Jahr später gewann man den Pokal. Ab der Saison 1982/83 wurde die Damenliga Ost unter Patronanz des ÖFB gestellt und damit die Frauen-Bundesliga begründet, die seit der Saison 2005/06 unter dem Namen ÖFB-Frauenliga in ihrer heutigen Form besteht. Die Grazerinnen waren bereits in der ersten offiziellen Saison 1981/82 unter dem Namen Sparkasse LUV Graz mit dabei. In der Saison 1983/84, 1984/85 und 1985/86 erreichte man dreimal hintereinander das Pokalfinale, verließ allerdings jedes Mal als Verlierer den Platz. Immerhin konnten die Frauen des LUV Graz 1986 die Vizemeisterschaft hinter dem 1. DFC Leoben feiern. Nach der Saison 1989/90 wurde die Mannschaft aus der Liga zurückgezogen.
Erst zehn Jahre später, in der Saison 2000, griff wieder eine Frauenmannschaft ins Spielgeschehen ein. Man begann in der Landesliga Steiermark, damals funktional die zweithöchste Spielklasse. In der Saison 2001/02 konnte die Rückkehr in die Frauen-Bundesliga gefeiert werden. Mit dem Unternehmer Anton van Heesen (McDonald’s) konnte ein Gönner und Förderer gewonnen werden. Damit erreichte der Verein, der als McDonald's LUV Graz antrat, regelmäßig einen Mittelfeldplatz in der Liga. 2007 konnte die Vizemeisterschaft gefeiert werden. Ebenfalls zog man zum zweiten Mal in Serie in das Finale des ÖFB-Cups ein. Allerdings unterlag man dort erneut dem SV Neulengbach.
Die 2. Frauenmannschaft von LUV Graz spielte in der Saison 2005/06 in der 2. Frauenliga Süd und belegte dort den 5. Platz. In den folgenden zwei Saisonen spielte die Mannschaft unter dem Namen Schönberger LUV, bevor die Mannschaft des FC Stattegg trotz Protest der Spielerinnen übernommen wurde. 2011 ging der FC Stattegg eine Spielgemeinschaft mit dem SK Sturm Graz ein.
Im Sommer 2014 ging der Verein eine Spielgemeinschaft mit dem 1. DFC Leoben unter dem Namen DFC LUV Graz ein, die im Sommer 2017 wieder aufgelöst wurde.
Nach der Saison 2017/18 stieg der LUV GRAZ mit nur 5 Punkten aus der Bundesliga ab.
Im April 2025 stimmte der Grazer Gemeinderat dem Planungsbeschluss zur Generalsanierung der Sportanlage in Wetzelsdorf zu, die der LUV Graz seit 1978 nutzt. Die Gesamtkosten der Generalsanierung wurden mit 7,4 Millionen Euro beziffert und umfasst die Sanierung des Klubhauses und des Turnsaals sowie die Umstellung des Trainingsplatzes auf Kunstrasen. Die Mädchen- und Damenmannschaften sollen außerdem angemessene Umkleidemöglichkeiten erhalten. Als Baubeginn wurde 2026 genannt; die Fertigstellung ist für 2027 geplant. Im Vorfeld hatte der Verein rund 20 Jahre lang um eine Sanierung der Infrastruktur in der Grottenhofstraße gekämpft.

## Erfolge der Frauenfußballsektion des  LUV Graz
- Österreichischer Pokalsieger: 1978/79
- Österreichischer Pokalfinalist: 1978, 1984, 1985, 1986
- Österreichischer Vizemeister 1986

## Erfolge des DFC LUV Graz
- Österreichischer Pokalfinalist: 2006, 2007
- Österreichischer Vizemeister: 2007